# Викофорте
Викофорте (итал. Vicoforte) — коммуна в Италии, располагается в регионе Пьемонт, в провинции Кунео.
Население составляет 3157 человек (2008 г.), плотность населения составляет 127 чел./км². Занимает площадь 25 км². Почтовый индекс — 12080. Телефонный код — 0174.
Покровителем населённого пункта считается святой San Teobaldo.

## Демография
Динамика населения:

## Администрация коммуны
- Официальный сайт: http://www.comune.vicoforte.cn.it/